# Théorème de Keel-Mori
En géométrie algébrique, le théorème de Keel-Mori donne les conditions d'existence du quotient d'un espace algébrique par un groupe. Le théorème a été prouvé par Sean Keel et Shigefumi Mori  en 1997.
Une conséquence du théorème de Keel-Mori est l'existence d'un espace de modules associé à un  champ algébrique séparé, qui est « meilleure » approximation possible du champ par un espace algébrique séparé.

## Enoncé
Tous les espaces algébriques sont supposés de type fini sur une base localement noéthérienne. Supposons que j : R → X × X soit un groupoïde plat dont le stabilisateur j−1Δ est fini sur X (où Δ est la diagonale de X×X). Le théorème de Keel-Mori énonce qu'il existe un espace algébrique qui est un quotient catégoriel uniforme et géométrique de X par j, qui est séparé si j est fini.
En corollaire, pour tout schéma de groupe plat G agissant proprement sur un espace algébrique X avec des stabilisateurs finis, il existe un quotient catégoriel uniforme et géométrique X/G qui est un espace algébrique séparé. János Kollár (1997) a prouvé une version légèrement plus faible et a décrit plusieurs applications.